# Тунел (албум)
Тунел је четврти студијски албум фолк певачице Вики Миљковић, рађен у сарадњи са Злаја бендом, и издат 1996. године за Зам. Музику су радили Злаја Тимотић, Срећко Максимовић Цеци, Вања Јовичић и Драган Ташковић, док су текстове писали Жана, Марина Туцаковић, Мирослав Јовичић.

## Списак песама
1. Тунел
2. Добро и зло
3. Стиже пролеће
4. Очи соколове
5. Док поглед убија
6. Освета
7. Кад би био сан
8. Да си задњи човек